# Franz Rosei
Franz Rosei (né le 2 juillet 1947 à Vienne) est un plasticien et dessinateur autrichien. Son frère est l'écrivain Peter Rosei. 

## Biographie
Franz Rosei commence sa carrière créative en 1967 en travaillant sur des sculptures en bois et en gypse. Après avoir suivi brièvement les cours de l'Université des arts appliqués de Vienne, auprès du professeur Leinfellner, Rosei se met de nouveau à travailler seul. C'est alors qu'il crée diverses œuvres selon la technique du moulage de béton. À partir de 1970 il ne travaille plus que la pierre (marbre, calcaire, grès). En même temps il se consacre au dessin (crayon, fusain, aquarelle). En 1985 il commence à travailler sur une forme monumentale en bronze. Depuis lors, il produit toujours plus de bronzes. Les œuvres de Rosei ont pu être admirées depuis plus de 30 ans dans de nombreuses expositions tant en Autriche qu'à l'étranger, notamment en France, où il participe à la Biennale de Paris de 1980, en Allemagne, en Italie, en Suisse et aux États-Unis.
Son thème central est « une vision de cette vie et du monde, et le désir de donner une forme à ces observations et recherches. »
Par son approche très individuelle par rapport au langage de la sculpture, Rosei occupe une place particulière sur la scène artistique autrichienne et compte de nos jours parmi ses plus importants sculpteurs.

## Expositions

### Expositions individuelles (sélection)
- Künstlerhaus, Vienne, 1976
- Galerie Schapira & Beck, Vienne, 1977
- Galerie Orny, Munich, 1978
- Künstlerhaus, Salzbourg, 1979
- Künstlerhaus, Klagenfurt, 1979
- Dans le cadre de la « Sonderschau Österreich », 1980
- Durant la « Kunstmesse Basel» dans le cadre de la « Biennale des Jeunes », Paris, 1980
- Künstlerhaus, Vienne, 1980
- Galerie Droschl, Graz, 1981
- Galerie Welz, Salzbourg, 1982
- Galerie Würthle, Vienne, 1983
- Museum moderner Kunst/Museum des 20. Jahrhunderts, Vienne, 1984
- Galerie Lendl, Graz, 1989
- Galerie Ulysses, Vienne, 1989
- Salzburger Landessammlungen Rupertinum, Salzbourg, 1990
- Ulysses Gallery, New York, 1991
- Galerie im Taxispalais, Innsbruck, 1994
- Galerie Ulysses, Vienne, 1995
- Kulturhaus Graz, 2000
- Historisches Museum der Stadt Wien, 2001
- Galerie Ulysses, Vienne, 2001
- Künstlerhaus, Klagenfurt, 2003
- Galerie Arthouse, Bregenz, 2004
- Galerie Ulysses, Vienne, 2007

### Participation à des expositions (sélection)
- « Steinzeit », Tiroler Kunstpavillon, Innsbruck, 1986
- Museum moderner Kunst/Museum des 20. Jahrhunderts, Vienne, 1987
- « Wien – Vienna 1960 – 1990 », Museum Moderner Kunst, Bolzano, 1989
- « Wien – Vienna 1960 – 1990 », Palazzo della Permanente, Milan, 1990
- « Ursprung und Moderne », Neue Galerie der Stadt Linz, Linz, 1990
- « La figura interiore », Pordenone, 1991
- « Wotruba und die Folgen », Museum Würth und BAWAG Foundation, Vienne, 1994
- « Skulpturengarten », Galerie Poller, Francfort, 1996
- « Des Eisbergs Spitze », Kunsthalle Wien (Halle d'art), Vienne, 1998
- « Ein gemeinsamer Ort. Skulpturen, Plastiken, Objekte », Lentos Museum Linz, 2006
- « Albrecht und Zeitgenossen, Positionen österreichischer Bildhauerei seit 1945 », Künstlerhaus Bregenz, 2007

### Travaux présentés dans des expositions officielles
- Graphische Sammlung Albertina, Vienne
- Bundesministerium für Unterricht und Kunst (Artothek Wien)
- Salzburger Landessammlung Rupertinum, Salzbourg
- Kulturamt der Stadt Wien
- Kulturamt der Stadt Linz
- Amt der niederösterreichischen Landesregierung
- Museum moderner Kunst, Vienne
- Lentos Kunstmuseum, Linz
- Wien Museum

## Publications
- Franz Rosei / Ernst Nowak, Steine / Felder, Gemini-Verlag, Berlin, 2003, 65 pp.,  (ISBN 3-935978-19-7)
- Peter Rosei (prose) et Franz Rosei (illustrations), Entwurf: Eine Welt ohne Menschen, Entwurf zu einer Reise ohne Ziel, Residenz Verlag, Salzbourg, 1975, 164 pp.,  (ISBN 3-7017-0125-3)
- Peter Rosei et Franz Rosei, Ich glaube… in: Katalog Schapira & Beck, Vienne 1977
- Peter Rosei et Franz Rosei, Von der Arbeit…, in: Katalog Künstlerhaus Salzburg und Künstlerhaus Klagenfurt, 1979